# Montaren-et-Saint-Médiers
 Montaren-et-Saint-Médiers  ist eine französische Gemeinde mit 1.390 Einwohnern (Stand: 1. Januar 2022) im Département Gard in der Region Okzitanien; sie gehört zum Arrondissement Nîmes und zum Kanton Uzès. Die Einwohner werden Montarénois genannt.

## Geographie
Montaren-et-Saint-Médiers liegt etwa 20 Kilometer nördlich von Nîmes. Der Fluss Seynes durchquert das Gemeindegebiet. Umgeben wird Montaren-et-Saint-Médiers von den Nachbargemeinden La Bruguière im Norden, Saint-Quentin-la-Poterie im Osten und Nordosten, Uzès im Osten und Südosten, Arpaillargues-et-Aureillac im Süden, Serviers-et-Labaume im Westen sowie Belvézet im Nordwesten.

## Bevölkerungsentwicklung
| Jahr                       | 1962 | 1968 | 1975 | 1982 | 1990 | 1999 | 2006 | 2017 |
| Einwohner                  | 571  | 518  | 654  | 805  | 1094 | 1236 | 1351 | 1434 |
| Quellen: Cassini und INSEE |      |      |      |      |      |      |      |      |

## Sehenswürdigkeiten
- Reste der früheren Burganlage von Montaren-et-Saint-Médiers

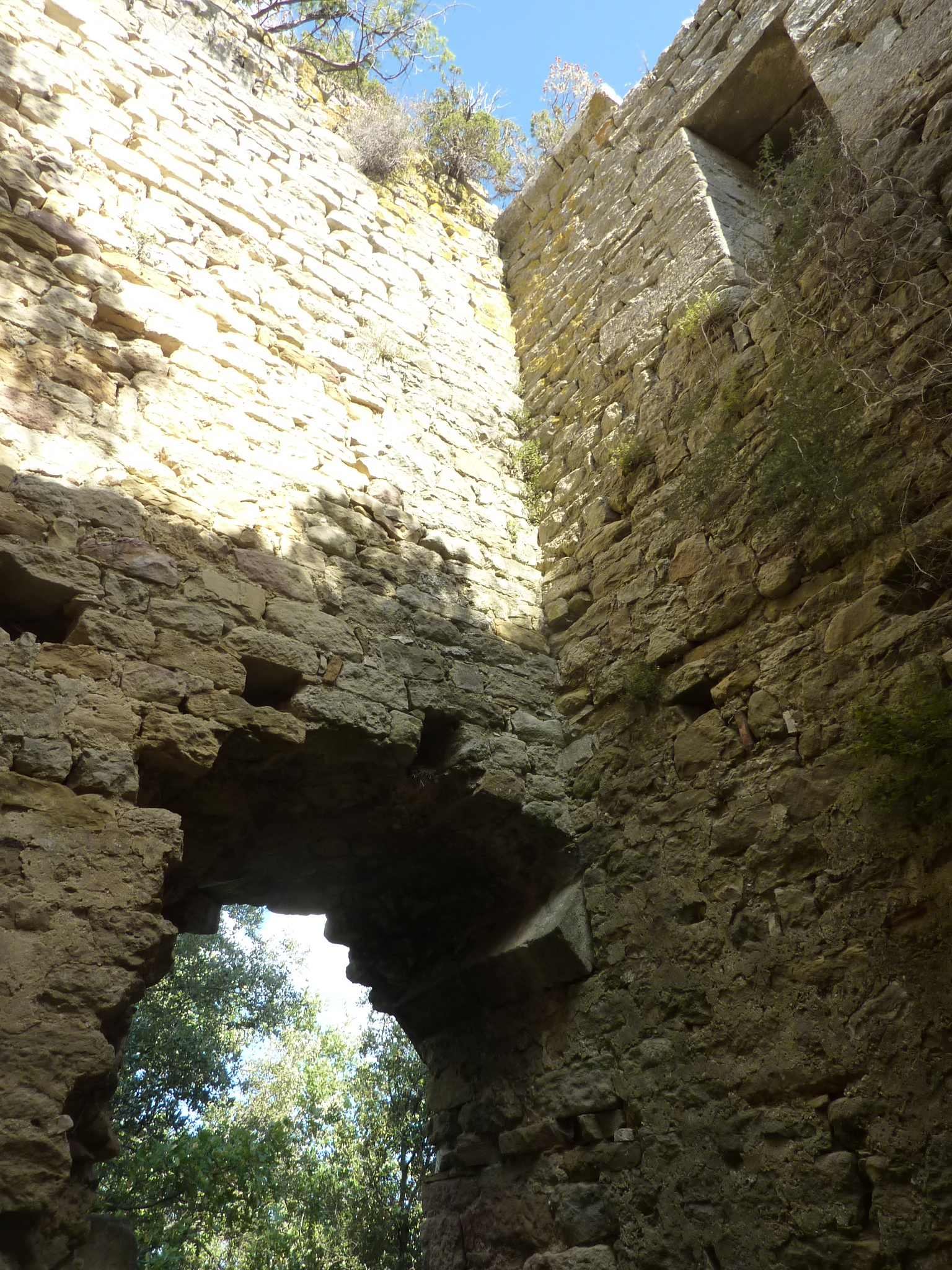
Reste der früheren Burganlage
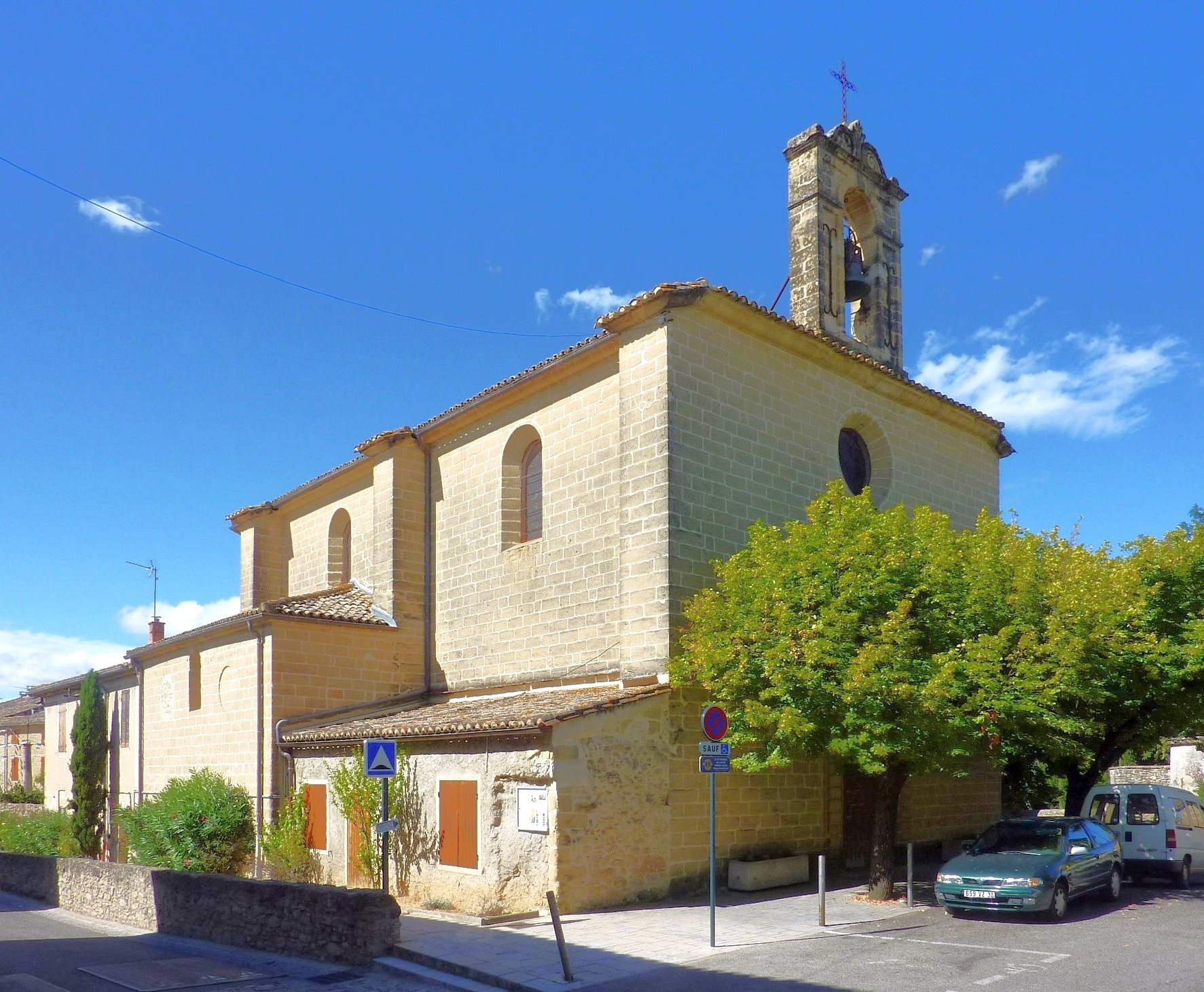
Kirche Saint-André et Saint-Médiers
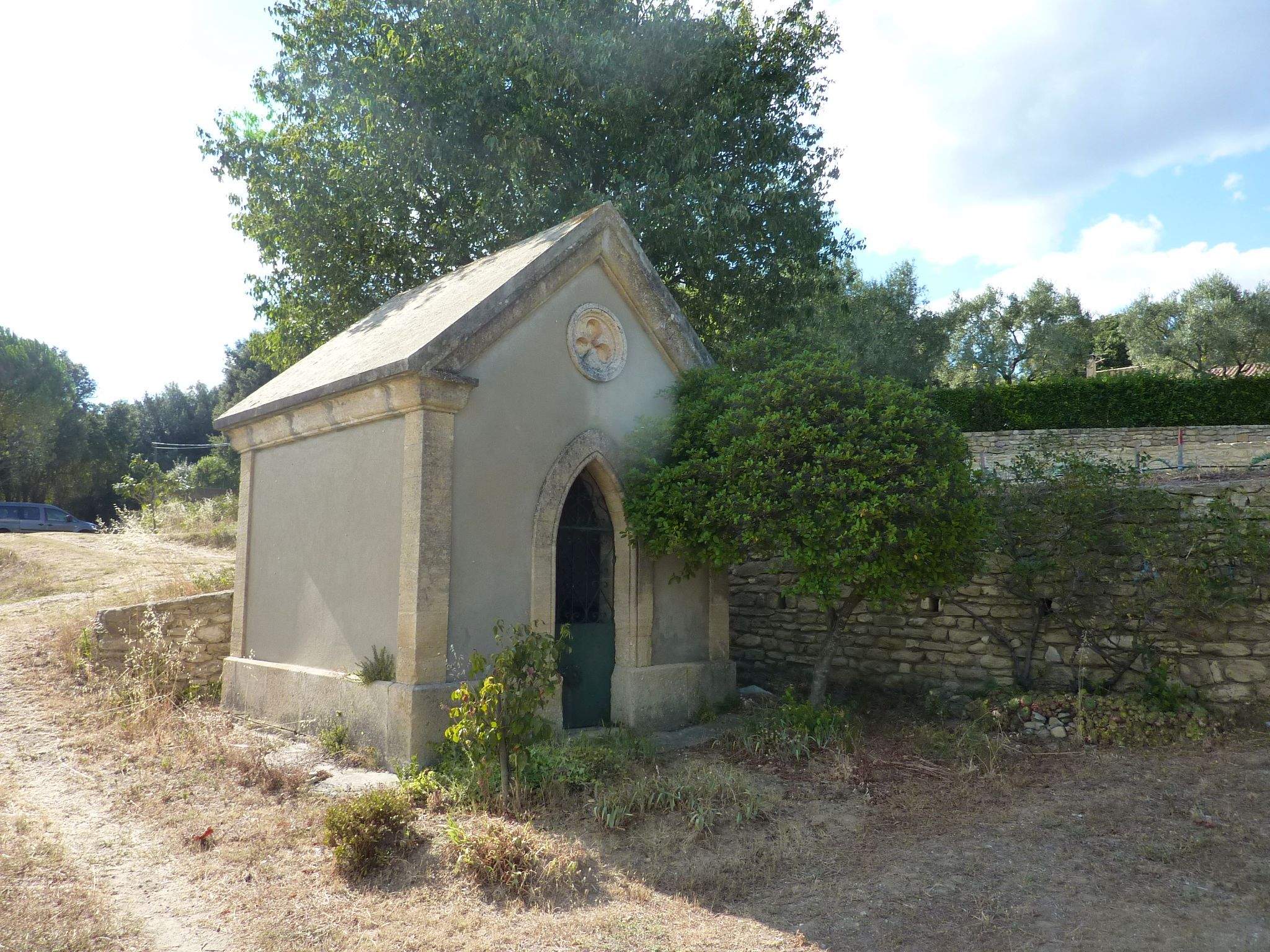
Kapelle in Saint-Médiers
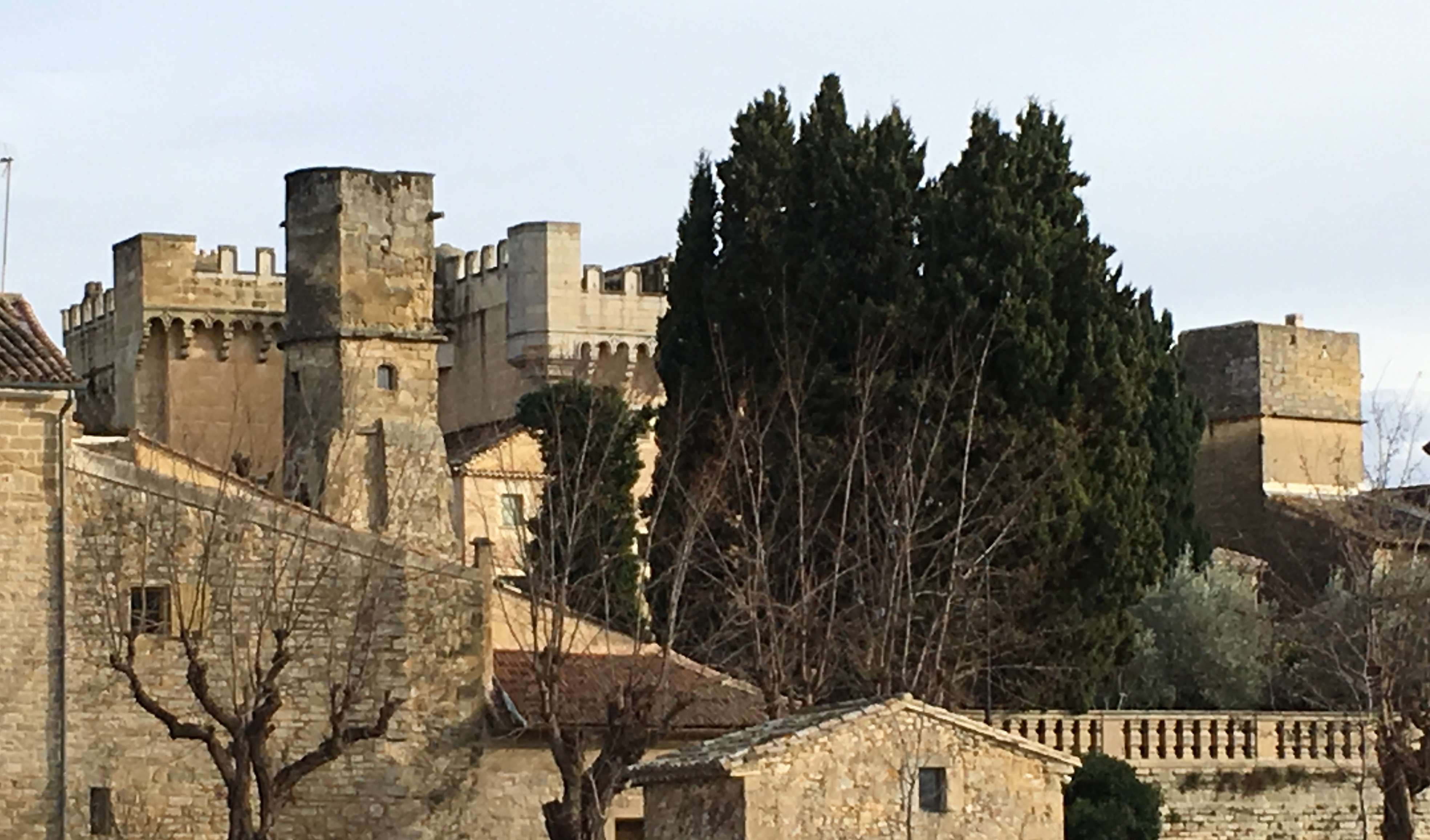
Schloss Montaren